# Hiệp hội phê bình phim Georgia
Hiệp hội phê bình phim Georgia (tên gốc tiếng Anh: Georgia Film Critics Association), hay GAFCA, là tổ chức gồm các nhà phê bình điện ảnh chuyên nghiệp đến từ bang Georgia, Hoa Kỳ. Việc tham gia hiệp hội được mở rộng cho các nhà phê bình phim trên toàn bộ tiểu bang Georgia, mặc dù phần lớn các thành viên tập trung ở Vùng đô thị Atlanta. Các thành viên GAFCA đánh giá các phim điện ảnh  thông qua các phương tiện truyền thông trực tuyến, đài phát thanh, truyền hình hoặc báo in.

## Tổng quan
Hiệp hội phê bình phim Georgia được thành lập vào năm 2011 và là nhóm phê bình điện ảnh đầu tiên ở bang Georgia. Tính đến năm 2019, GAFCA bao gồm 38 thành viên.

## Giải thưởng thường niên
Giải thưởng của hiệp hội được trao thường niên ở 17 hạng mục. Một giải thưởng đặc biệt là Giải thưởng Oglethorpe cho sự xuất sắc trong điện ảnh Georgia, được trao cho một phim điện ảnh hoặc phim ngắn được sản xuất tại Georgia. Giải thưởng Oglethorpe được trao cho đạo diễn và biên kịch của bộ phim chiến thắng.
Tháng 1 hàng năm, GAFCA bình chọn trao giải cho các bộ phim được phát hành trong năm dương lịch trước đó. Các lá phiếu đề cử thường có hạn chót vào thứ Bảy đầu tiên của tháng 1, với các đề cử được công bố vào thứ Hai tiếp theo và tác phẩm hoặc người chiến thắng được công bố vào thứ Sáu.

### Hạng mục
- Nam diễn viên chính xuất sắc nhất
- Nữ diễn viên chính xuất sắc nhất
- Nam diễn viên phụ xuất sắc nhất
- Nữ diễn viên phụ xuất sắc nhất
- Kịch bản chuyển thể xuất sắc nhất
- Phim hoạt hình xuất sắc nhất
- Quay phim xuất sắc nhất
- Đạo diễn xuất sắc nhất
- Phim tài liệu xuất sắc nhất
- Dàn diễn viên xuất sắc nhất
- Phim nói tiếng nước ngoài xuất sắc nhất
- Nhạc phim xuất sắc nhất
- Kịch bản gốc xuất sắc nhất
- Bài hát trong phim xuất sắc nhất
- Phim điện ảnh xuất sắc nhất
- Thiết kế sản xuất xuất sắc nhất
- Giải thưởng đột phá
- Giải thưởng Oglethorpe cho sự xuất sắc trong điện ảnh Georgia

### Giải thưởng
| Năm  | Phim điện ảnh xuất sắc nhất | Đạo diễn xuất sắc nhất                    | Nam diễn viên chính xuất sắc nhất      | Nữ diễn viên chính xuất sắc nhất       | Nam diễn viên phụ xuất sắc nhất   | Nữ diễn viên phụ xuất sắc nhất          |
| ---- | --------------------------- | ----------------------------------------- | -------------------------------------- | -------------------------------------- | --------------------------------- | --------------------------------------- |
| 2011 | Cây đời                     | Terrence Malick Cây đời                   | Brad Pitt Moneyball                    | Juliette Binoche Certified Copy        | Brad Pitt Cây đời                 | Jessica Chastain Cây đời                |
| 2012 | Tình yêu tìm lại            | Kathryn Bigelow 30' sau nửa đêm           | Daniel Day-Lewis Lincoln               | Jennifer Lawrence Tình yêu tìm lại     | Philip Seymour Hoffman The Master | Judi Dench Tử địa Skyfall               |
| 2013 | Her                         | Alfonso Cuarón Cuộc chiến không trọng lực | Chiwetel Ejiofor 12 năm nô lệ          | Cate Blanchett Blue Jasmine            | Michael Fassbender 12 năm nô lệ   | Lupita Nyong'o 12 năm nô lệ             |
| 2014 | Thời thơ ấu                 | Richard Linklater Thời thơ ấu             | Jake Gyllenhaal Kẻ săn tin đen         | Marion Cotillard Two Days, One Night   | J. K. Simmons Whiplash            | Tilda Swinton Chuyến tàu băng giá       |
| 2015 | Max điên: Con đường tử thần | George Miller Max điên: Con đường tử thần | Leonardo DiCaprio Người về từ cõi chết | Brie Larson Room                       | Sylvester Stallone Creed          | Alicia Vikander Ex Machina              |
| 2016 | Moonlight                   | Damien Chazelle Những kẻ khờ mộng mơ      | Casey Affleck Manchester by the Sea    | Natalie Portman Jackie                 | Mahershala Ali Moonlight          | Viola Davis Fences                      |
| 2017 | Lady Bird: Tuổi nổi loạn    | Greta Gerwig Lady Bird: Tuổi nổi loạn     | Daniel Kaluuya Trốn thoát              | Saoirse Ronan Lady Bird: Tuổi nổi loạn | Willem Dafoe The Florida Project  | Laurie Metcalf Lady Bird: Tuổi nổi loạn |
| 2018 | Vì sao vụt sáng             | Alfonso Cuarón Roma                       | Ethan Hawke First Reformed             | Toni Collette Hereditary               | Sam Elliott Vì sao vụt sáng       | Emma Stone The Favourite                |
| 2019 | Ký sinh trùng               | Bong Joon-ho Ký sinh trùng                | Adam Driver Câu chuyện hôn nhân        | Lupita Nyong'o Chúng ta                | Joe Pesci Người đàn ông Ireland   | Florence Pugh Những người phụ nữ bé nhỏ |
| 2020 | Nomadland                   | Chloé Zhao Nomadland                      | Riz Ahmed Sound of Metal               | Carey Mulligan Cô gái trẻ hứa hẹn      | Paul Raci Sound of Metal          | Youn Yuh-jung Khát vọng đổi đời         |